# Takekuni Hirayoshi
Takekuni Hirayoshi (Japans: 平吉 毅州, Hirayoshi Takekuni) (Kobe (Hyogo), 10 juli 1936 - ?, 28 mei 1998) was een Japans componist en muziekpedagoog.

## Levensloop
Hij studeerde compositie aan de Tokyo National University of Fine Arts and Music (Geidai) en gradueerde daar in 1967. Tot zijn leraren behoorden Hasegawa Yoshio en Iguma (伊熊良穂). 
In 1962 was hij winnaar van een 1e prijs van het 31e Mainichi NHK Music Competition en in 1969 werd hij met de Odaka-muziekprijs onderscheiden.
Hij was achtereenvolgens docent aan de Tokyo National University of Fine Arts and Music, dan professor aan het Töhö conservatorium en later aan de hogeschool voor kunsten van de prefectuur Okinawa (Okinawa Kenritsu Geijutsu Daigaku).

## Composities

### Werken voor orkest
- 1969 Variazioni sinfoniche voor orkest
- 1974 Concerto voor gitaar en orkest
- 1974 Ballata per Organo e Orchestra voor orgel en orkest
- EPITAPH voor strijkorkest
- Kōkyō Hensōkyoku (交響変奏曲) (symfonie)
- Northen Sail voor gitaar en strijkorkest
- Réquiem voor gitaar en orkest

### Werken voor harmonieorkest
- 1972 Composition for the (Yamaha) Symphonic Band
- 1977 Rhapsody voor symfonisch blaasorkest

### Koormuziek
- 1975 When the Skies Lost Small Birds voor gemengd koor en piano
  1. When the Skies Lost Small Birds
  2. A Lone Naked Child
  3. Our Native Star
- Aozora ni noborou voor kinderkoor
- Futatsu no ai no uta (Two Love Songs) voor kinderkoor (of vrouwenkoor)
- Hitotsu no asa voor gemengd koor
- Kikyū ni notte dokomadeni voor gemengd koor
- Ökina yume no māchi - (Grote mars van de dromen) voor kinderkoor
- Shiokaze no samba voor gemengd koor
- Umi no fushigi voor gemengd koor
- Wakai tsubasa wa voor gemengd koor

### Kamermuziek
- 1968 Der Dialog voor marimba en drie instrumenten
- 1970 Impromptu for Three Players voor fluit, viool en piano
- 1973 Kaze no Uta voor twee marimbas
- Stars Party voor strijkkwintet

### Werken voor gitaar
- 1970 Preludio e fantasia voor gitaar

### Werken voor piano
- 1979 Rainbow rhythm
- 1997 Elegy
- Children's piano pieces for 4 hands
  1. There were two mischievous
  2. April wind carries the fragrance of flowers
  3. The boatman's song of the far-off days
  4. The carnival has come
- La Silueta
- Minami no Kaze - (South wind - Wind uit het zuiden) the piano pieces for children for small hands
  1. The evening glories have bloomed
  2. Good-bye
  3. Lulu's lallaby
  4. "Korobukkle" in the moonlit eve
  5. The tale of the north country
  6. The rape blossoms sway
  7. The kangaroo family's picnic
  8. The waves play
  9. The acorns are dancing
  10. The sad dream
  11. Frog daddy and frog son take a walk
- Niji no rizumu

### Filmmuziek
- 1975 The Little Mermaid naar een verhaal van Hans Christian Andersen

- Biblioteca Nacional de España: XX4974333
- CiNii: DA08833258
- Gemeinsame Normdatei: 1227267932
- International Standard Name Identifier: 0000 0000 8317 0785
- Library of Congress Control Number: nr2006005964
- MusicBrainz: 798fed3a-c17e-46b2-89d5-0f5530043b8b
- Bibliotheek van het Japanse parlement: 00011413
- Nationale Bibliotheek van Polen: a0000002773433
- Virtual International Authority File: 114168817
- WorldCat: E39PBJqBjGjtYCKjbBCrh37j4q